# 咸輝
咸輝（かん き、1958年3月 - ）は、中華人民共和国の官僚、政治家。回族。甘粛省定西市出身。現職は中国人民政治協商会議副主席。第17回中共中央候補委員、第18回中共中央委員、第19回中央委員。

## 経歴
1958年3月、甘粛省定西市で生まれる。1982年に中央民族大学を卒業後、同年、甘粛省委統戦部に入局。2000年、甘粛省委統戦部副部長に昇格。2007年3月、甘粛省人民政府副省長に就任。翌年7月、甘粛省赤十字会会長を兼務。2013年3月には甘粛省行政学院院長を兼務する。2016年5月、甘粛省人民政府常務副省長、党組副書記に昇格。
2016年6月、寧夏回族自治区党委副書記に転出。2016年7月3日の人民代表大会常務委員会で劉慧主席の異動にともない主席代理に任じられ、同年9月19日には予定通り主席に昇格している。2016年10月、第18回党大会第6期会議で党中央委員に選出される。
2023年に中国人民政治協商会議副主席に選出される。